# Таврійський державний агротехнологічний університет імені Дмитра Моторного
Таврійський державний агротехнологíчний університéт íмені Дмитрá Мотóрного (ТДАТУ) — потужний заклад вищої освіти, який здійснює освітню, наукову, міжнародну та виховну діяльність з метою розвитку та закріплення провідних позицій університету в регіоні та державі загалом, спрямованих на підготовку висококваліфікованих фахівців.
Університет надає широкий спектр освітніх послуг і веде підготовку фахівців за такими освітніми рівнями: бакалавр — за 21 спеціальністю; магістр — за 15 спеціальностями; кандидат наук (PhD) — за 8 спеціальностями.
В університеті працює високопрофесійний науково-педагогічний колектив, серед яких лауреат Державної премії України з науки і техніки, 2 члени-кореспонденти Національної академії аграрних наук України, 46 докторів наук, професорів, понад 225 кандидатів наук, доцентів, 7 Заслужених діячів науки і техніки та Заслужених працівників освіти України.

## Структура

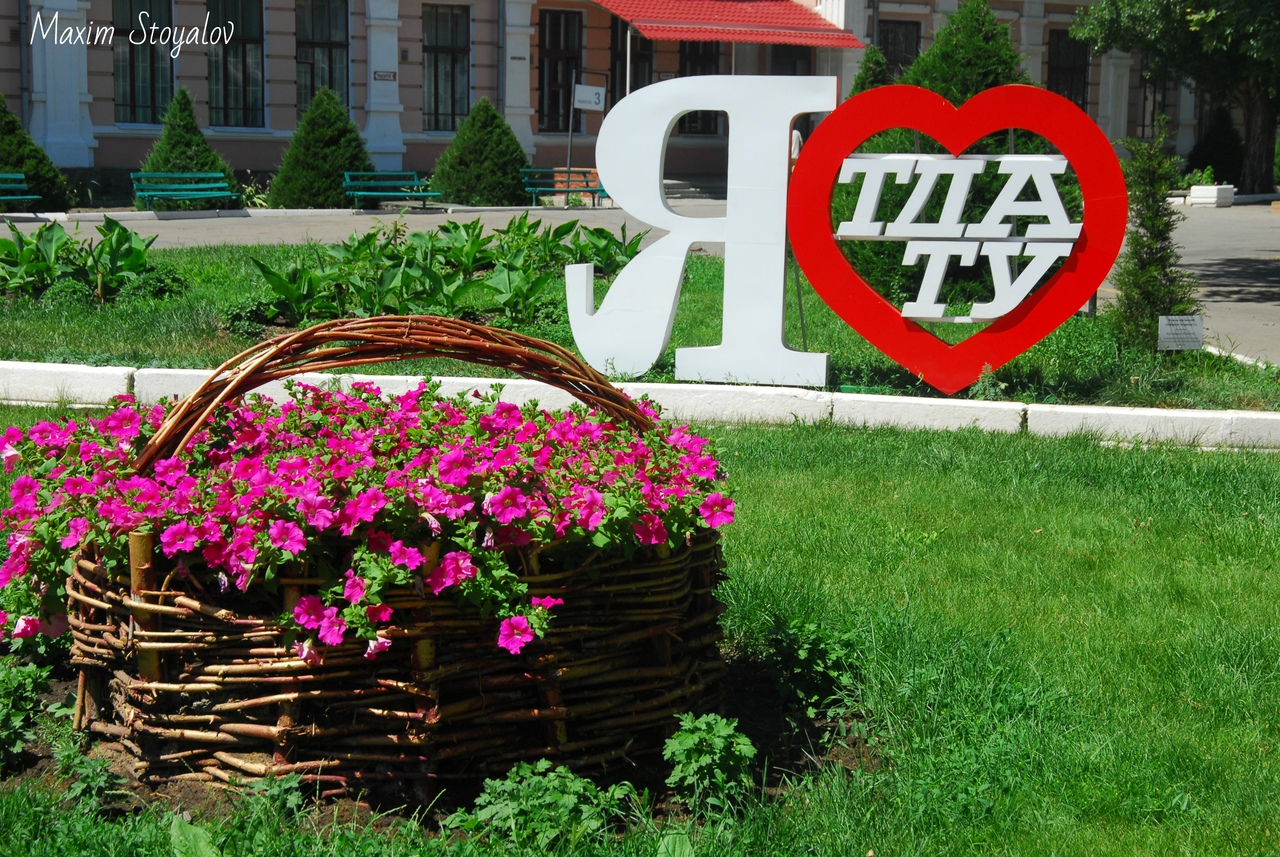
ТГАТУ (фотозона)

ТДАТУ — регіональний університетський центр, де отримують освіту понад 8 тисяч студентів. До складу РУЦ входить:
- 6 коледжів:
  - ВСП «Мелітопольський фаховий коледж ТДАТУ»
  - ВСП «Бердянський фаховий коледж ТДАТУ»
  - ВСП «Василівський фаховий коледж ТДАТУ»
  - ВСП «Ногайський фаховий коледж ТДАТУ»
  - ВСП «Новокаховський фаховий коледж ТДАТУ»
  - ВСП «Оріхівський фаховий коледж ТДАТУ»
- 4 науково-дослідні інститути:
  - НДІ механізації землеробства Півдня України
  - НДІ агротехнологій та екології
  - НДІ стратегії соціально-економічного розвитку АПВ Півдня України
  - НДІ зрошуваного садівництва
- Навчально-науковий інститут загальноуніверситетської підготовки (ННІЗУП)
- Інститут підвищення кваліфікації (ІПК)
- 4 факультети:
  - механіко-технологічний факультет
  - Факультет енергетики і комп'ютерних технологій
  - факультет економіки та бізнесу
  - факультет агротехнологій та екології

Освітню, наукову і організаційно-методичну діяльність здійснюють 27 кафедр.

## Кампус та інфраструктура
Кампус Таврійського агротехнологічного університету — велика впорядкована територія з зеленими куточками, альпійськими гірками, скверами, квітучими клумбами, острівками каштанових та платанових насаджень. Площа кампусу — понад 5 га, з яких озелененої території — понад 4,5 гектари. У зоні крокової доступності знаходяться 9 навчальних корпусів.
Три гуртожитки університету дозволяють розмістити більше 1700 студентів.
- Університет має розвинену інфраструктуру:
  - 9 навчальних корпусів;
  - лекційні аудиторії та комп'ютерні класи;
  - центр інформаційних технологій і систем;
  - науково-дослідні та навчальні лабораторії;
  - центр культури і дозвілля;
  - конференц-зал;
  - концертний зал на 700 місць;
  - музей історії університету;
  - наукова бібліотека;
  - спортивно-оздоровчий комплекс на Азовському узбережжі «Салют»;
  - спортивний клуб «Таврія-університет»;
  - медичний пункт;
  - їдальня, буфети;
  - теле-радіо-прес-центр;
  - університетська газета «АГРОТАВРІЯ»;
  - науково-навчальний центр;
  - гуртожитки

## Історія
Сучасний Таврійський державний агротехнологічний університет імені Дмитра Моторного створювався протягом століття і пройшов низку реорганізацій та реформувань.
9 лютого 1932 року Постановою Наркомзему СРСР на базі технікуму індустріалізації сільського господарства був створений вищий заклад освіти — Мелітопольський інститут інженерів сільського господарства (МІІСГ), який став основою університету.
Під час Другої світової війни інститут був евакуйований до Ашхабада (Туркменія) і повернувся в Мелітополь тільки у 1944 році.
У цьому ж році він був перейменований в Мелітопольський інститут механізації сільського господарства (МІМСГ).
У наступні роки навчальний заклад активно розвивався: відкривались нові відділення, факультети, спеціальності; аспірантура; збільшувалась кількість студентів, докторів і кандидатів наук серед викладацького складу.
У 1981 році успіхи інституту в підготовці висококваліфікованих фахівців відзначено високою державною нагородою — орденом Трудового Червоного Прапора.
У 1994 році МІМСГ стає Таврійською державною агротехнічною академією (ТДАТА).
23 травня 2007 року виш було реорганізовано у Таврійський державний агротехнологічний університет (ТДАТУ).
7 лютого 2019 року Таврійському державному агротехнологічному університету присвоєно ім'я відомого випускника 1959 року, Героя України, двічі Героя Соціалістичної Праці Дмитра Моторного . У тому ж році для студентів механіко-технологічного факультету заснована стипендія імені Дмитра Моторного.

## Ректори
- Грінчак Юрій Львович — ректор МІІСГ (1932—1937 рр.).
- Гулівер Георгій Федотович — ректор МІІСГ — МІМСГ (1937—1951 рр.).
- Абрамчев Дмитро Васильович — ректор МІМСГ (1951—1962 рр.).
- Ємельянов Михайло Миколайович — ректор МІМСГ (1962—1971 рр.).
- Сірий Ігор Сергійович — ректор МІМСГ (1971—1987 рр.), професор.
- Крижачківський Микола Людвігович — ректор МІМСГ — ТДАТА (1987—2006 рр.), професор, доктор технічних наук (Польща).
- Кюрчев Володимир Миколайович — ректор ТДАТА -ТДАТУ (2006—2021 рр.-), д.т.н., професор, член-кореспондент НААН України.
- Кюрчев Сергій Володимирович — ректор ТДАТУ (2021 р.), доктор технічних наук, професор.

## Наука
Наукова діяльність зосереджена в 4-х науково-дослідних інститутах, наукових та науково-практичних центрах та лабораторіях :
- Науково-дослідні інститути
  - НДІ механізації землеробства Півдня України
  - НДІ агротехнологій та екології
  - НДІ стратегії соціально-економічного розвитку АПВ Півдня України
  - НДІ зрошувального садівництва

- Науково-навчальний центр ТДАТУ
- Центр природного землеробства «Таврія органік»
- Агрохімічна лабораторія моніторингу якості грунтів та продукції рослинництва
- Наукові школи. У Таврійському державному агротехнологічному університеті імені Дмитра Моторного функціонує 11 наукових шкіл[5]
  - Проблеми машиновикористання в землеробстві
  - Ресурсозбереження в технологічних процесах АПК
  - Екологічні особливості тварин у природних та штучних екосистемах
  - Автоматизація технологічних процесів в АПК
  - Проектування та розробка гідравлічних машин об'ємної дії
  - Розвиток малого бізнесу в сільському господарстві
  - Проблеми формування системи антикризового управління витратами на оплату праці
  - Ефективне використання антиоксидантів у виробництві та зберіганні сільськогосподарської продукції
  - Розробка технологій і технічних засобів для переробки і зберігання сільськогосподарської продукції та процесів і обладнання харчових виробництв
  - Мелітопольська наукова школа землеробської механіки д. т. н., чл.-кор. НААН України, професора А. С. Кушнарьова
  - Ефективне використання антиоксидантів у виробництві та зберіганні сільськогосподарської продукції

- Спеціалізовані вчені ради із захисту дисертацій. У виші діють дві спеціалізовані вчені ради із захисту докторських та кандидатських дисертацій:
  - 05.05.11 Машини і засоби механізації сільськогосподарського виробництва та 05.09.03 «Електротехнічні комплекси та системи»
  - 08.00.04 Економіка та управління підприємствами (за видами економічної діяльності)

- Наукові видання
  - Праці Таврійського державного агротехнологічного університету
  - Науковий вісник Таврійського державного агротехнологічного університету
  - Збірник наукових праць Таврійського державного агротехнологічного університету (економічні науки)

- Рада молодих учених і студентів (РМУС ТДАТУ)

- Наукова бібліотека.  У фондах бібліотеки зберігається понад 500 тис. примірників друкованих та електронних видань. Студентам та викладачам Наукова бібліотека надає доступ до електронних ресурсів:
  - електронного каталогу
  - електронної бібліотеки
  - інституційного репозитарію

## Відомі випускники
За роки існування заклад підготував для народного господарства близько 80 тис. спеціалістів. Дев'ятеро з них стали Героями.
Малюга Микола Семенович — Герой Радянського Союзу, загинув у роки Другої світової війни, випускник МІМСГ 1941 року.
Моторний Дмитро Костянтинович — Герой України, двічі Герой Соціалістичної праці, голова ради приватно-орендного кооперативу «Зоря» (Херсонська обл.) з 1963—2018 рр., найтитулованіший з усіх випускників.
- Політики, управлінці, громадські діячі, депутати різних рівнів:

Сергій Мінько — народний депутат України IX скликання, міський голова Мелітополя (2015—2019 рр.).
Анатолій Мангул — народний депутат України ІІІ скликання.
Олександр Мангул — український держслужбовець, голова НАЗК  (2018—2019 рр.).
Анатолій Морозов — народний депутат України ІІІ скликання.
Олександр Білоусенко — народний депутат України І скликання.
Микола Ревенко — народний депутат України 1-го скликання, депутат Верховної Ради УРСР Х-ХІ скликання), кандидат економічних наук.
Євген Дмитрієв — народний депутат України І скликання, кандидат технічних наук.
Іван Федоров - Мелітопольський міський голова.
Іван Малєєв — Голова Кирилівської селищної ради.
Олександр Мордик — голова Мелітопольської районної ради Запорізької області (1998—2020 рр.).
Олег Ніколенко — Заслужений працівник сільського господарства України, директор ПСП «Банівка» Бердянського району Запорізької області.
Сергій Каліман — міський голова м. Василівка Запорізької області
Олег Каліман — депутат Запорізької обласної ради, керівник фермерського господарства «Таврія-Скіф».
Михайло Маслов — депутат Запорізької обласної ради, генеральний директор ТОВ «МПІ-АГРО» м. Мелітополя Запорізької області.
Олена Ковальова — директор ННІ неперервної освіти і туризму (НУБІП), заступниця міністра аграрної політики і продовольства (2015—2019 рр.)
- Науковці та освітяни, доктори наук, професори:

Володимир Кюрчев — доктор технічних наук, професор, член-кореспондент Національної академії аграрних наук України, Заслужений працівник освіти України, лауреат Державної премії України в галузі науки і техніки.
Анатолій Панченко — доктор технічних наук, професор.
Володимир Діордієв — доктор технічних наук, професор.
Ігор Назаренко — доктор технічних наук, професор.
Володимир Тарасенко — доктор технічних наук, професор.
Євген Михайлов — доктор технічних наук, професор.
Олександр Леженкін — доктор технічних наук, професор.
Олександр Караєв — доктор технічних наук, старший науковий співробітник, член-кореспондент Міжнародної академії аграрної освіти, директор НДІ зрошуваного садівництва.
Світлана Нестеренко — доктор економічних наук, професор.
Анжела Волошина — доктор технічних наук, професор.
Сергій Кюрчев — доктор технічних наук, професор.
Наталя Трусова — доктор економічних наук, професор.
Олена Яцух — доктор економічних наук, доцент
Юрій Рогач — професор, Заслужений працівник освіти України.
Володимир Бех — український вчений-філософ, започаткував новий напрямок — ноосоціогенез, доктор філософських наук, професор, Заслужений діяч науки і техніки України.
Валерій Чеботарьов — доктор технічних наук, професор, зав. кафедри сільгоспмашин Білоруського державного аграрного технічного університету (БДАТУ).
Владислав Валентинов — доктор політичних наук, професор, Лейбніц-Інститут аграрного розвитку в країнах з перехідною економікою, м. Галле, Німеччина
Олександр Скляр — професор, заслужений діяч науки і техніки України.
Михайло Рунчев — академік ВАСГНІЛ.
Павло Карпуша — доктор технічних наук, професор.
Володимир Черкун — професор, Заслужений працівник Вищої школи, один із засновників наукової школи з надійності та ремонту гідравлічних систем сільськогосподарської техніки.
Володимир Найдиш — український вчений і педагог, доктор технічних наук, професор, академік Академії інженерних наук України, заслужений діяч науки і техніки України.
Володимир Овчаров — доктор технічних наук, професор.
Федір Ялпачик — професор, Відмінник аграрної освіти та науки.
Володимир Дідур —  доктор технічних наук, професор, член Академії наук України та Міжнародної академії аграрної освіти.
Юрій Куценко — доктор технічних наук, професор.

## Досягнення
За вагомий внесок у розвиток вітчизняної науки і освіти, значні успіхи в підготовці висококваліфікованих фахівців для аграрної галузі, впровадження інноваційних технологій у навчально-виховний процес колектив Таврійського державного агротехнологічного університету імені Дмитра Моторного відзначено:
- Орденом Трудового Червоного Прапора (1981)
- Грамотою Верховної Ради України «За заслуги перед Українським народом» (2017)
- Почесною Грамотою Кабінету Міністрів України
- Почесною Грамотою Міністерства Аграрної Політики України (2013)

НАГОРОДИ НА ОСВІТЯНСЬКИХ ЗАХОДАХ
- Гран-Прі «Лідер вищої освіти України» (2017, 2011)
- Гран-Прі «Лідер наукової діяльності» (2012)
- Гран-Прі «Лідер міжнародної діяльності» (2016)
- Гран-Прі «Лідер післядипломної освіти» (2019)
- Гран-Прі «Лідер наукової та науково-технічної діяльності» (2020)